# Лодж, Джон
Джон Чарльз Лодж (англ. John Charles Lodge; род. 20 июля 1945 года, Бирмингем, Великобритания) — английский музыкант, наиболее известный как бас-гитарист, вокалист и композитор рок-группы The Moody Blues.

## Биография
Джон Лодж родился 20 июля 1945 года в Бирмингеме, там же окончил школу и инженерный колледж (College of Advanced Technology for engineering). Еще учась в школе, он начал увлекаться музыкой. В этот период его любимыми музыкантами были такие исполнители, как Бадди Холли и Джерри Ли Льюис. 
В 1964 г. в Бирмингеме было создана группа The Moody Blues, исполнявшая ритм-энд-блюз, в состав которой входили: Денни Лэйн, Майкл Пиндер, Рэй Томас, Клинт Уорик и Грэм Эдж. Группа выступала в клубах и добилась своего первого успеха после участия в британском телешоу «Ready Steady Go!», благодаря чему смогла заключить выгодный контракт с фирмой «Decca». В 1966 г. Лэйн и Уорик ушли из группы и на их место были приглашены Джастин Хейворд (гитара, вокал) и Джон Лодж (бас-гитара, вокал), которые оставались в группе до самого конца её существования (2018). 
Так был сформирован «классический» состав The Moody Blues. С этого момента стиль группы резко изменился: вместо ритм-энд-блюза группа стала исполнять психоделический рок с элементами прогрессивного рока и быстро достигла большого успеха. В ноябре 1967 года группа в новом составе выпустила сингл «Nights in White Satin». В конце 1967 года песня заняла 19-е место в британских чартах, а в 1972 году, будучи переизданной в оригинальной, оркестрованной версии, поднялась до 2-го места в Billboard Hot 100 и 9-го — в Британии.
Вслед за этим в декабре 1967 года вышел альбом Days of Future Passed, который сразу же принёс группе известность и поднялся до #27 в UK Albums Chart в 1967 и до #3 в Billboard 200 в 1972 году. В то же время музыканты начали увлекаться культурой хиппи, трансцендентальной медитацией и галлюциногенами, что нашло отражение на следующих альбомах.
За свою полувековую историю The Moody Blues выпустила 16 студийных альбомов и добилась большого успеха. В начале нового тысячелетия группа превратилась в трио (Хейворд, Лодж, Эдж) и в этом составе осенью 2003 года выпустила свой последний студийный альбом December. После этого группа продолжала гастролировать вплоть до 2018 года. В 2018 году включена в Зал славы рок-н-ролла.

## Сольная дискография
Студийные альбомы
- Blue Jays (1975) с Джастином Хейвордом
- Natural Avenue (1977)
- 10,000 Light Years Ago (2015)

Концертные
- Live from Birmingham: The 10,000 Light Years Tour (2017)
- The Royal Affair and After (2021)

Сборники
- B Yond - The Very Best of